# Суикбулацька селищна адміністрація
Суикбула́цька селищна адміністрація (каз. Суықбұлақ кенттік әкімдігі, рос. Суыкбулакская поселковая администрация) — адміністративна одиниця у складі Жарминського району Абайської області Казахстану. Адміністративний центр — селище Суикбулак.
Населення — 1418 осіб (2021; 2358 у 2009, 2789 у 1999, 4217 у 1989).
Станом на 1989 рік існували Суикбулацька селищна рада (смт Суикбулак, село Дельбегетей), Жайминська сільська рада (Жайма, Коргамбай) та Терістанбалинська сільська рада (село Терістанбали), село Карповка перебувало у складі Дельбегетейської сільської ради колишнього Чарського району. 1998 року до складу адміністрації було передане село Узинжал Дельбегетейського сільського округу, 2017 року — територія ліквідованих Жайминського сільського округу (село Жайма) та Терістанбалинського сільського округу (села Терістанбали, Узунжал). Село Корганбай було ліквідовано 2007 року.

## Склад
До складу округу входять такі населені пункти:
| Населений пункт    | Старі назви       | Населення, осіб (1989) | Населення, осіб (1999) | Населення, осіб (2009) | Населення, осіб (2021) |
| ------------------ | ----------------- | ---------------------- | ---------------------- | ---------------------- | ---------------------- |
| Дельбегетей, село  | -                 | 191                    | 151                    | 137                    | 15                     |
| Жайма, село        | -                 | 1240                   | 522                    | 463                    | 211                    |
| Корганбай, село    | Коргамбай         | 276                    | 51                     | -                      | -                      |
| Суикбулак, селище  | -                 | 1601                   | 1526                   | 1299                   | 965                    |
| Терістанбали, село | -                 | 632                    | 298                    | 220                    | 62                     |
| Узунжал, село      | Карповка, Узинжал | 277                    | 241                    | 239                    | 165                    |